# Victoria Diehl
Victoria Diehl (La Coruña, 1978) es una fotógrafa española. Es licenciada en Bellas Artes por la Universidad de Vigo y doctora en Bellas Artes por la misma universidad. En la actualidad ejerce como profesora ayudante doctora en la Facultad de Bellas Artes de la Universidad Complutense de Madrid. También ha impartido clase en la Universidad de Zaragoza, Universidad de Vigo y Universidad de Salamanca.
Su obra gira en torno a la representación del cuerpo y de las emociones.
“Influenciada por el romanticismo y la escultura clásica, sus imágenes remiten a las leyendas y los mitos de la Antigüedad. El cuerpo es el eje central de su trabajo, y el desnudo femenino uno de sus temas predilectos”
Ana González Martín, Diccionario de Fotógrafos Españoles. Editorial La Fábrica. 2013. Madrid
“Victoria Diehl da cuerpo a uno de los trabajos más románticos de la fotografía española actual. Desde la piedra hasta la carne en un viaje de ida y vuelta, ya que si en sus primeros trabajos, con unos ligeros toques de color y con el encuadre adecuado (de los que habría destacar la originalidad de algunos de ellos) nos ofrece la piedra en un proceso de resurrección, reencarnándose en seres vivos, con calor de vida en sus fríos cuerpos, en sus trabajos más recientes vemos el proceso inverso: cómo cuerpos reales se van convirtiendo en piedra, en un proceso de pérdida de color y vida que agrieta su piel y cuartea las superficies”.
Rosa Olivares, 100 Fotógrafos Españoles.  Editorial EXIT. 2005. Madrid.

## Trayectoria
Su primera serie de obras, Vida y Muerte de las Estatuas, empezó a exponerse a partir de 2003. Su primera exposición tuvo lugar en el Museo do Pobo Galego de Santiago de Compostela fruto de una beca de creación artística del ayuntamiento de dicha localidad.
En ese año publica también su primera monografía, Vida e Morte Das Estatuas, libro de fotografías del Centro de Estudios Fotográficos de Vigo (CEF) perteneciente a la colección Do Trinque. 

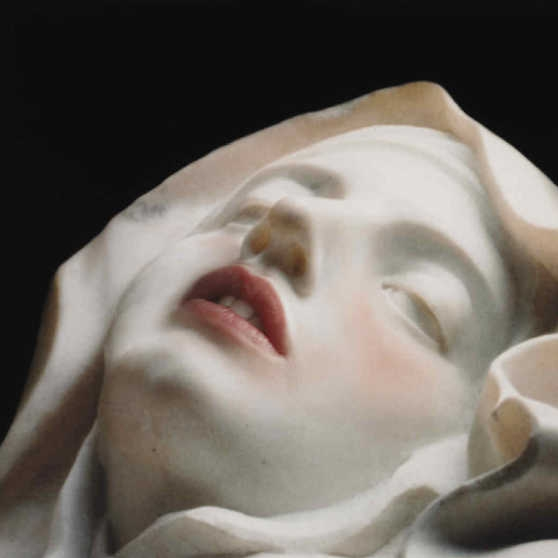

En 2006 es becada por la Academia de España en Roma, en donde comienza la investigación por diversos museos italianos como el Museo nacional del Bargello que darán fruto en su segundo trabajo, El Cuerpo Vulnerable.  Las imágenes se compilarán en la monografía de 2008 El Cuerpo Vulnerable de la  editorial Dardo. 
En 2010 gana el primer premio en IV Premio de Fotografía Fundación AENA (actualmente  Fundación Enaire).
En 2011 gana la Beca de Creación Artística en el Extranjero Gas Natural Fenosa, que la lleva a trabajar con la venus anatómicas del museo de La Specola de Florencia, y que cristalizarán en su tercera serie de obras, En Las moradas del Castillo Interior. Las imágenes serán publicadas en el libro de 2013  En Las moradas del Castillo Interior, editado por el Museo de Arte Contemporáneo Gas Natural Fenosa (M.A.C.)

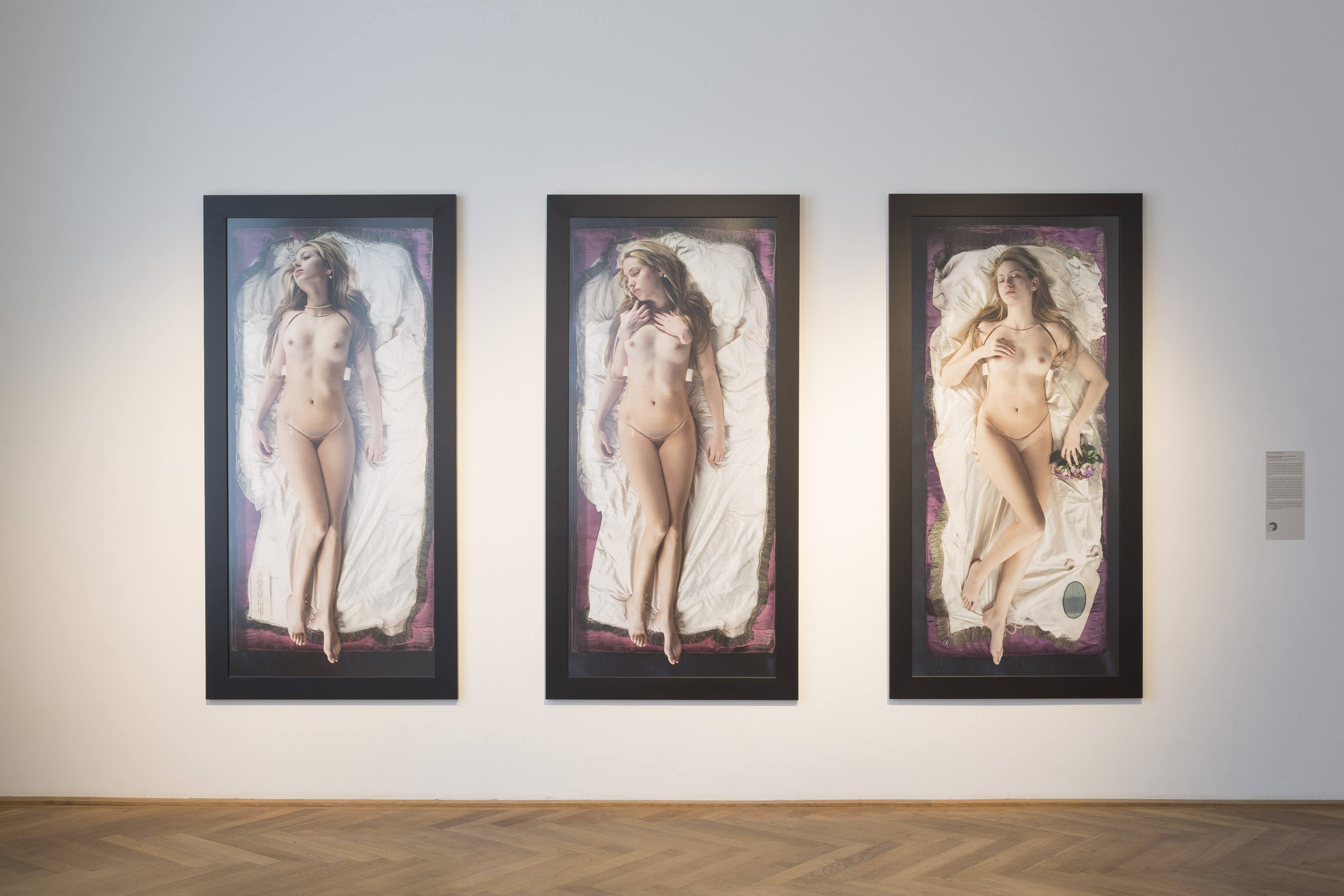

En 2014 fue elegida para hacer la portada del número anual dedicado a la cultura del New York Times Magazine transformando a la actriz norteamericana Lena Dunham en estatua.
La portada fue elegida por la asociación de editores de prensa de Estados Unidos  American Society of Magazine Editors como la mejor del año en su categoría.

## Obra en museos y colecciones
Su obra se encuentra en las colecciones de Artium (Vitoria), CGAC (Santiago de Compostela), Colección Norte (Gobierno de Cantabria), Fundación Enaire,  Fundación Maria Jose, Jove Colección de arte ABANCA entre otras.

## Exposiciones individuales
Ha expuesto individualmente en centros públicos destacados como los Institutos Cervantes de Roma, Milán y Viena, entre otros.

## Exposiciones colectivas
Ha formado parte de exposiciones colectivas como Metamorfoses do rea Encontros Internacionales de la Imagem 2004, Braga), Mensajes Cruzados (ARTIUM, Vitoria, 2005), Urban/Suburban (2006, Fotografia-Festival Internazionale di Roma),  Kaunas Photo 2009, Estancias, Residencias, Presencias. (2010, TEA, Tenerife Espacio de las Artes), Skin (2010, Wellcome Trust Collection, Londres),  Seoul Photo Festival 2010, Air_port_photo (PHOTOESPAÑA 2012, Real Jardín Botánico de Madrid), The New York Times Magazine Photographs (2014,  Aperture Foundation, Nueva York), Reproductibilitat 1.2. (2014, Es Baluard, Palma de Mallorca), Skin to Skin (2014, Gewerbemuseum Winterthur), The Sound of Silence (2016, Museo Patio Herreriano, Valladolid), Cultivar Incertezas: Reformular o Espazo / Conmocionar a Mirada (2021, CGAC, Santiago de Compostela) entre muchas otras.

## Premios y Becas
- Beca de creación artística en el extranjero Gas Natural Fenosa (2011).
- 1.er Premio en el IV Premio de Fotografía Aena (2010).
- Beca de la Academia de España en Roma. Ministerio de Asuntos Exteriores y Cooperación (2006).